# Madalena (Azores)
Madalena es una villa portuguesa en la isla de Pico, Región Autónoma de Azores, con cerca de 2500 habitantes. Es sede de un municipio con 149,08 km² de área y 6 136 habitantes (2001). Está subdividido en 6 freguesias. Limita con los municipios de São Roque do Pico y de Lajes do Pico.

## Población
| Población del municipio de Madalena (1849-2004) | Población del municipio de Madalena (1849-2004) | Población del municipio de Madalena (1849-2004) | Población del municipio de Madalena (1849-2004) | Población del municipio de Madalena (1849-2004) | Población del municipio de Madalena (1849-2004) | Población del municipio de Madalena (1849-2004) | Población del municipio de Madalena (1849-2004) |
| ----------------------------------------------- | ----------------------------------------------- | ----------------------------------------------- | ----------------------------------------------- | ----------------------------------------------- | ----------------------------------------------- | ----------------------------------------------- | ----------------------------------------------- |
| 1849                                            | 1900                                            | 1930                                            | 1960                                            | 1981                                            | 1991                                            | 2001                                            | 2004                                            |
| 12148                                           | 8499                                            | 7296                                            | 8359                                            | 5977                                            | 5964                                            | 6136                                            | 6184                                            |

## Geografía
Las freguesias de Madalena son las siguientes:
- Bandeiras
- Candelária
- Criação Velha
- Madalena
- São Caetano
- São Mateus

También abarca dos pequeños islotes, conocidos como los Islotes de Madalena. Fue elevada a la condición de villa el 8 de marzo de 1723.